# Pieve dei Santi Jacopo e Filippo
La pieve dei Santi Jacopo e Filippo si trova a Montecastelli, nel comune di Castelnuovo di Val di Cecina.

## Storia
Fu eretta dal vescovo Ildebrando nel 1186.

## Descrizione
La facciata a salienti presenta un paramento murario in conci squadrati e nella parte centrale tre grandi arcate: le esterne sono cieche e quella interna incornicia la porta. Un occhio molto semplice sormonta l'armatura centrale mentre l'interno è a tre navate divise da pilastri con capitelli figurati; sul fianco della navata laterale destra si apre una finestra ad arco acuto con architrave dove è scolpita una scena di caccia; sempre sul lato destro della chiesa è il campanile a base quadrata.
Un recente restauro ha messo in luce alcuni elementi di età romanica. Nelle vicinanze si trova la "Buca delle Fate", un ipogeo etrusco del sec. VI a.C., di piccole dimensioni ma ben conservato.